# Return of the Living Dead: Rave to the Grave
Return of the Living Dead: Rave to the Grave è un film del 2005, diretto da Ellory Elkayem. È il quinto e ultimo film della saga de Il ritorno dei morti viventi del 1985.

## Trama
Charles Garrison viene sorpreso dall'Interpool in un obitorio mentre porta con sé una bombola contenente Trioxin. Charles libera del gas dalla bombola per risvegliare dei cadaveri, ma rimane coinvolto nello scontro e perde la vita.
Venuto a sapere della morte, Cody con gli amici Jenny e Jeremy decide di disfarsi degli averi di Charles. Rinvengono quindi dei barili contenenti una strana sostanza insolitamente psicotropa, similmente all'ectasy. Jeremy e Cody perciò utilizzano la strana sostanza per fare delle pasticche dall'azione eccitante.
Purtroppo la città che ha fatto un largo uso delle pasticche si contagia e diventa ben subito popolata da zombie. Alcuni uomini ancora non contagiati (Gino e Aldo Serra) intuiscono il pericolo e mettono in guardia Julian, Cody e Becky (i tre sopravvissuti del precedente film): la sostanza contenuta nelle pasticche è la pericolosa Trioxin.
Viene quindi richiesto un aiuto dall'Esercito che fa piombare una testata nucleare sulla città.